# Lasiognathus
Lasiognathus är ett fisksläkte inom underordningen djuphavsmarulkar, innehållande fem kända arter med ett mycket speciellt utseende.
Hos Lansiognathus saccostoma är längden 7,5 cm, munnen mycket stor och mellankäkbenen långt utskjutande framför underkäken och förenade med kraniet genom ett brett hudparti, bildande en säck, som kan dras ned för att tillsänga munöppningen. På huvudet finns en långskaftat lysorgan, i spetsen utrustad med tre kloformiga griporgan.